# Armando Biava
Armando Biava foi um político brasileiro e engenheiro civil, tendo sido Presidente da Associação Comercial e Industrial de Marília-SP (1961-1963), Vice-Prefeito do Município de Marília de 1983 a 1988 e prefeito de 1964 a 1969.

## Vida política
Eleito em 1963 pelo Partido Democrático Cristão - PDC, sua administração se destacou:
- pelas obras das adutoras de água do Rio do Peixe;
- pela criação do DAEM - Departamento de Água e Esgosto de Marília (criado, em 13 de dezembro de 1966, pela Lei nº 1.369[2]
- pela pavimentação e abertura de ruas (por exemplo, destaca-se a construção da Vicinal de Marília ao Distrito de Avencas, obra muito importante para dar acesso a este distrito - estrada que atualmente é também utilizada em competições de ciclismo);
- pela melhoria das instalações da escola técnica, que passou a funcionar no prédio da Av. Sampaio Vidal nº 245, local onde hoje funciona a biblioteca Municipal (na época denominada Ginásio Industrial Estadual de Marília, atual ETEC Antônio Devisate);[3]
- pela inauguração do Estádio Municipal Bento de Abreu Sampaio Vidal, também conhecido como Abreuzão (Data de inauguração das arquibancadas de concreto: 04/04/1967 e da iluminação do estádio municipal: 04/09/1968) - cuja melhoria e reconstrução principal do estádio tinha se dado pelo Prefeito antecedente - de 60 a 63 - Tatá- Octávio Barreto Padro;
- e pela instalação da Faculdade de Medicina de Marília - FAMEMA (com o apoio do Governador Adhemar de Barros, do deputado Diogo Nomura - que fez o projeto que redundou na Lei Estadual nº 9236/1966 de criação da entidade -, do Dr. Cristiano Altenfelder, do Dr. Pedro Teruel Romero e demais autoridades locais da época) através da criação da Fundação Municipal de Ensino Superior de Marília (FUMES), criada pela Lei Municipal nº 1371, de 22 de dezembro de 1966,[4] de autoria do então Prefeito Municipal Armando Biava, que permitiu o início do funcionamento da FAMEMA em Janeiro/1967.

## Cuiosidades históricas
- Bondinho Camarão: no ano de 1965, foi conseguido da Secretaria de Esportes um bonde para Marília-SP, já que a capital paulista estava se desfazendo deles. O prefeito Armando Biava e o secretário Américo Fitipaldi constataram que havia tipos diferentes de bondes e escolheram o “Camarão”, porque era todo fechado. Guardado na garagem da Prefeitura, o “Camarão” era anunciado pelo professor Olímpio Cruz, que dirigia o desfile de 4 de Abril, aniversário da cidade, como a grande surpresa do dia. Assim, no final daquela alegre parada o bonde desfilou pela avenida Sampaio Vidal sob muitos aplausos. O Bondinho Camarão está desde abril de 1965 no Parque Infantil Monteiro Lobato. (Fonte: Registros Históricos da Câmara Municipal e Cidade de Marília)[5]
- A Chegada da Televisão em Marília-SP: segundo Paulo Corrêa de Lara o início da transmissão televisiva na cidade se deu no ano de 1963 com a recepção de imagens da TV Coroados, de Londrina, através de Echaporã,depois a TV Tupi entrou na demanda, via Bauru e Lins. "Foi um enorme trabalho realizado pelo Clube dos Amigos da Televisão de Marília (CATEMA), associação fundada para tal, sob presidência do engenheiro Armando Biava, acompanhado de Osório Pacheco Alves,os sempre presentes Irís Rosa, Carlos Spressão, Dr. Nelson Ferreira da Silva, Domingos De Léo, José Barreto Netto, Dr. Octaviano Gomide Junior e outros mais". (LARA, Paulo Corrêa de. Marília: sua terra, sua gente. Marília: Grupo Iguatemy de Comunicações, 1991, p. 116). Tal fato também foi rememorado em reportagem de Rosalina Tanuri, da Comissão de Registros Históricos em 1/Maio/2011 pelo Jornal Diário de Marília onde o entrevistado (Sr. Oswaldo de Oliveira Maia) narra seu empenho nos movimentos de Íris Rosa que colocou uma antena de TV no Edifício Marília na tentativa de captar imagens para jogar na nossa cidade.[6]